# Symfonie nr. 4 (Bell)
William Henry Bell voltooide zijn Symfonie nr. 4 "A South African Symphony" in 1927. William Henry Bell, beter bekend onder zijn initialen W H Bell, kreeg zijn muzikale opleiding in Engeland van onder meer Charles Villier Stanford. Die opleiding, hoe goed ook, leverde over het algemeen componisten op die zich in de roerige tijden binnen de klassieke muziek behoudend opstelden. Dat is met Bell niet anders. Men zou verwachten bij een subtitel als A South African Symphony Zuid-Afrikaanse ritmen of muziekinstrumenten te horen, maar dat is niet het geval. Het werk valt in te delen in de romanitsche symfoniestijl van Engeland in de beginjaren van de 20e eeuw.
Van het werk is vrijwel niets bekend, anders dan dat het haar eerste uitvoering kreeg in Kaapstad, waar de componist toen woonde en dat het een vierdelige symfoniestructuur had:
1. Lento – Allegro
2. Scherzo –Allegro Scherzoso
3. Adagio
4. Allegro energico.

## Discografie
- Uitgave Marco Polo in een serie over Zuid-Afrikaanse klassieke muziek: Nationaal symfonieorkest van de Zuid-Afrikaanse Omroep o.l.v. Richard Cock in een opname januari 1995 in Johannesburg.